# سرخ‌بان سفلی
سرخ‌بان سفلی، روستایی است از توابع بخش کلاشی شهرستان جوانرود در استان کرمانشاه ایران.

## جمعیت
این روستا در دهستان شروینه قرار داشته و براساس سرشماری سال ۱۳۸۵جمعیت آن ۲۶۸نفر (۵۵خانوار) بوده‌است.

## طبیعت
سرخ‌بان روستاهایی خوش آب و هوا می‌باشند که در جنوب شهرستان جوانرود قرار دارند . در پایین سرخ‌بان سفلی رودی وجود دارد که به آن "چه می سوره وان"(رود سرخبان) گفته می‌شود. آب این رود نیز محل زندگی آبزیان می‌باشد اما آب آن غیرقابل شرب است.